# Mayra Avellar Neves
Mayra Avellar Neves é uma ativista brasileira, nascida na Vila Cruzeiro, no Rio de Janeiro. Ela é conhecida pelo trabalho desenvolvido na comunidade onde mora, na qual organizou passeatas em prol da educação das crianças lá residentes, que estava sendo afetada pelas intensas intervenções da polícia. Por seus esforços, Mayra recebeu o Prêmio internacional da Criança de 2008, prêmio concedido desde 2005 a crianças e adolescentes por feitos significantes na defesa de seus direitos universais.

## Biografia
Mayra Avellar Neves nasceu em 1991 na Vila Cruzeiro, favela localizada no bairro da Penha, no Rio de Janeiro. Apesar de nascer numa família pobre, Mayra conseguiu ter acesso a uma escola fora da comunidade onde morava. Movida pelo desejo que todos pudessem ter a mesma oportunidade, Mayra organizou, com 15 anos, uma passeata, para chamar a atenção de entidades que pudessem resolver a situação complicada em que a favela se encontrava: devido aos intensos conflitos entre a polícia e o crime organizado, os serviços de saúde e educação eram inviabilizados na comunidade.Na passeata, ela propôs reivindicar que as rondas policiais diminuíssem suas atividades em horário escolar. Na época, as aulas eram canceladas por causa dos tiroteios e possibilidade de balas perdidas, o que causava medo em professores e alunos.
Com o apoio de 300 pessoas, a polícia a ouviu e muitas crianças puderam voltar à escola. Ela continuou promovendo passeatas na comunidade e, apesar dos pais expressarem o desejo de morarem em outro lugar, ela quer continuar na Vila Cruzeiro.

## Prêmio Internacional da Criança
Em 2008, Nanko Van Buuren, fundador do instituto IBISS, indicou Mayra para o Prêmio internacional da Criança. Ele trabalhou com Mayra e continua ajudando muitos jovens de favelas cariocas através da referida fundação. Depois de uma série de julgamentos, Mayra recebeu o título das mãos de Desmond Tutu, o arcebispo sul-africano vencedor do Nobel da Paz de 1984. Ela pretende investir o prêmio de 100 mil euros em projetos atuais, como em uma pequena sala de cinema que exibe mensalmente filmes para as crianças e jovens da comunidade.

Apesar de Mayra não ter chamado muita atenção na mídia brasileira, o Prêmio foi muito importante para uma maior divulgação de suas atividades, principalmente na Holanda. 